# Вахитова, Юлия Венеровна
Юлия Венеровна Вахитова (род. 17 октября 1973 года) — российский микробиолог, член-корреспондент РАН (2016).
Доктор биологических наук (2011, тема диссертации: «Механизмы формирования комплекса психостимулирующей, анксиолитической и иммунотропной активности оригинального фармакологического препарата ладастена»).
С 1999 года работает в Институте биохимии и генетики УНЦ РАН, с 2011 — заведующая лабораторией, профессор Башкирского педагогического университета имени М. Акмуллы.

## Научная деятельность
Специалист в области фармакологии и молекулярной биологии, автор 36 статей, 3 учебных пособий и 2 патентов.
Разработала и внедрила научную платформу для изучения механизмов действия нейропсихотропных лекарственных средств, включающую анализ рецепторных взаимодействий, систем трансдукции сигнала, транскрипционных факторов, экспрессии генов, синтеза белков, посттрансляционных модификаций эффекторных белков, что, в совокупности, позволяет оценить фармакодинамику на клеточном уровне.
Фармакогеномные исследования доказали возможность эпигенетической регуляции, ведущей к формированию сочетанного психостимулирующего и анксиолитического действия, что явилось основой для создания и внедрения в лечебную практику и экстремальную медицину новых оригинальных лекарств.
Получила приоритетные результаты по фармакологической регуляции транскрипционного фактора HIF-1, открывающие новую область поиска лекарств для лечения гипоксических состояний.